# Городищенський Георгіївський монастир
Городищенський Георгіївський монастир — скасований старообрядницький жіночий монастир, який діяв в Радомисльському повіті Київської губернії в 1827—1850 роках. Розташовувався в урочищі Городище в двох верстах від села Залишани і слободи Покровської і в трьох верстах від слободи Андріївки.
Монастир був заснований в 1827 році на землях залешанского поміщика Ліппомана, який виділив 15 десятин землі для відкриття старообрядницького шпиталю і школи. Земля перейшла в користування міщанці Зиновії Михайлової (інокині Єфросинії), яка облаштувала на ній жіночий монастир.
Дерев'яний молитовний будинок був опечатаний владою в 1839 році і не розпечатувався до самого скасування монастиря. У 1850 році міністр внутрішніх справ граф Л. О. Перовський наказав ліквідувати монастир. Київський генерал-губернатор Д. Г. Бібіков пропонував не руйнувати молельню, а утримувати під наглядом, поки вона сама не зруйнується від старості, але Перовський наказав пустити її та келії на злам і продати на користь місцевого приказа громадського піклування. На момент закриття в монастирі проживало 13 черниць і 6 білиць на чолі з ігуменею Єфросинію, було десять житлових будівель і чотири сараї; священика не було.